# Queer Eye (2018)
Queer Eye é uma série americana da Netflix, lançada em 7 de fevereiro de 2018. É um reboot da série do canal Bravo, Queer Eye for the Straight Guy, apresentando um novo grupo Fab Five: Antoni Porowski, especialista em comida e vinho; Tan France, especialista em moda; Karamo Brown, especialista em cultura; Bobby Berk, especialista em design; e Jonathan Van Ness, especialista em cuidados pessoais. Em julho de 2018, a série foi renovada para uma terceira temporada, que foi lançada em 15 de março de 2019.

## Elenco principal
Makeover ("tornar melhor") especialistas conhecidos coletivamente como os Fab Five (Cinco Fabulosos):
- Antoni Porowski - especialista em comida e vinho
- Bobby Berk - especialista em design
- Jonathan Van Ness - especialista em cuidados
- Karamo Brown - especialista em cultura e estilo de vida
- Tan France - especialista em moda

## Produção
David Collins é creditado como criador da produção.  Em contraste com a série original que foi filmada na área de Nova York , as duas primeiras temporadas do reboot foram filmadas em Atlanta e cidades vizinhas da Geórgia. Após a  Netflix anunciar que a série havia sido renovada para uma terceira temporada, os meios de comunicação locais informaram que o programa filmaram no Kansas City, Missouri .  As filmagens começaram em Kansas City em 16 de junho de 2018 e a terceira estreou no dia 15 de março de 2019.
David Collins disse que está interessado em filmar uma temporada de Queer Eye no Meio-Oeste, e que ele gostaria de trazer os Fab Five para sua cidade natal, Cincinnati, Ohio : "Eu sou de Cincinnati, Ohio, nascido e criado.  Eu gostaria de ir a região dos tristatos, Ohio, Indiana e Kentucky, porque você pode se basear em Cincinnati e atravessar a ponte para Kentucky e subir a interestadual para Indiana.  As pessoas do meio-oeste alimentadas com milho são de onde eu sou - e eu adoro realmente ser de Ohio, é um ótimo lugar para se estar. ” 

## Lançamento
Todos os oito episódios da primeira temporada foram lançados na Netflix em 7 de fevereiro de 2018.
A série foi renovada para uma segunda temporada que foi ao ar em 15 de junho de 2018.  Em conversa com a Variety, o especialista em design de interiores Bobby Berk afirmou que a segunda temporada foi filmada no final da primeira temporada.  A temporada apresenta uma nova música tema interpretada por Betty Who .  A temporada inclui um episódio focado em um homem chamado Skyler que é transexual .  Outros heróis da reforma incluem um funcionário do Walmart , um jovem músico, um prefeito , uma mulher e um homem que está tentando se formar na faculdade.
Em 6 de junho de 2018, foi revelado que um episódio especial estava sendo filmado na cidade de Yass, Nova Gales do Sul, na Austrália. Yass foi supostamente escolhido devido ao fato de que "seu nome corresponde a um dos ditados favoritos dos meninos: yaass".  Em 21 de junho de 2018, o episódio de 20 minutos em Yass foi lançado online.
Em 18 de junho de 2019, a série foi renovada para uma quarta e quinta temporada. A quarta temporada saiu no dia 19 de julho de 2019.

## Episódios

### Resumo
| Temporada | Temporada | Episódios | Episódios | Originalmente lançado  |                     |
| --------- | --------- | --------- | --------- | ---------------------- | ------------------- |
|           | 1         | 8         | 8         | 7 de fevereiro de 2018 |                     |
|           | 2         | 8         | 8         | 15 de junho de 2018    |                     |
|           | Especial  | Especial  | Especial  | 21 de junho de 2018    | 21 de junho de 2018 |
|           | 3         | 8         | 8         | 15 de março de 2019    |                     |
|           | 4         | 4         | 4         | 1 de novembro de 2019  |                     |
|           | 5         | 10        | 10        | 5 de junho de 2020     |                     |

### 1.ª Temporada (2018)
| Número | Título                                                      | Herói     | Local de filmagem  | Estreia                |
| ------ | ----------------------------------------------------------- | --------- | ------------------ | ---------------------- |
| 1      | "You Can't Fix Ugly (Feiura não tem conserto)"              | Tom       | Dallas, Texas      | 7 de fevereiro de 2018 |
| 2      | "Saving Sasquatch (Repaginada total)"                       | Neal      | Atlanta, Georgia   | 7 de fevereiro de 2018 |
| 3      | "Dega Don't (Dá pra conciliar)"                             | George    | Winder, Georgia    | 7 de fevereiro de 2018 |
| 4      | "To Gay or Not Too Gay (Saindo do armário)"                 | AJ        | Atlanta, Georgia   | 7 de fevereiro de 2018 |
| 5      | "Camp Rules (Começar de novo)"                              | Bobby     | Marietta, Georgia  | 7 de fevereiro de 2018 |
| 6      | "The Renaissance of Remington (O renascimento de Raminton)" | Remington | Atlanta, Georgia   | 7 de fevereiro de 2018 |
| 7      | "Below Average Joe (Joe abaixo da média)"                   | Joe       | Norcross, Georgia  | 7 de fevereiro de 2018 |
| 8      | "Hose Before Bros (Pegando fogo)"                           | Jeremy    | Covington, Georgia | 7 de fevereiro de 2018 |

### 2.ª Temporada (2018)
| Número | Título                                        | Herói   | Local de filmagem  | Estreia             |
| ------ | --------------------------------------------- | ------- | ------------------ | ------------------- |
| 1      | "God Bless Gay (Um gay em Gay)"               | Tammye  | Gay, Georgia       | 15 de junho de 2018 |
| 2      | "A Decent Proposal (Uma proposta de coração)" | William | Dahlonega, Georgia | 15 de junho de 2018 |
| 3      | "Unleash the Sexy Beast (Solte suas feras)"   | Leo     | Decatur, Georgia   | 15 de junho de 2018 |
| 4      | "The Handyman Can (Crise da meia-idade)"      | Jason   | Atlanta, Georgia   | 15 de junho de 2018 |
| 5      | "Sky's the Limit (O céu é o limite)"          | Skyler  | Athens, Georgia    | 15 de junho de 2018 |
| 6      | "Big Little Lies (Pequenas grandes mentiras)" | Arian   | Duluth, Georgia    | 15 de junho de 2018 |
| 7      | "Bedazzled ( Brilhante além da roupa)"        | Sean    | Maysville, Georgia | 15 de junho de 2018 |
| 8      | "Make Ted Great Again (Um novo Ted)"          | Ted     | Clarkston, Georgia | 15 de junho de 2018 |

### Especial (2018)
| Número | Título                                          | Herói  | Local de filmagem     | Estreia             |
| ------ | ----------------------------------------------- | ------ | --------------------- | ------------------- |
| –      | "Yass, Australia! (Austrália, aqui vamos nós!)" | George | Yass, New South Wales | 21 de junho de 2018 |

### 3.ª Temporada (2019)
| Número | Título                                           | Herói                                                              | Local de filmagem      | Estreia             |
| ------ | ------------------------------------------------ | ------------------------------------------------------------------ | ---------------------- | ------------------- |
| 1      | "From Hunter to Huntee (Novas armas)'""          | Jody                                                               | Amazonia, Missouri     | 15 de março de 2019 |
| 2      | "Lost Boy (Garoto perdido)"                      | Joey                                                               | La Cygne, Kansas       | 15 de março de 2019 |
| 3      | "Jones Bar-B-Q (O chucarrasco de Jones)"         | Debrorah conhecida como "Pequena" & Mary conhecida como "Baixinha" | Kansas City, Kansas    | 15 de março de 2019 |
| 4      | "When Robert Met Jamie (Feitos um para o outro)" | Robert                                                             | Kansas City, Missouri  | 15 de março de 2019 |
| 5      | "Black Girl Magic (Uma mulher poderosa)"         | Jess                                                               | Lawrence, Kansas       | 15 de março de 2019 |
| 6      | "Elrod & Sons (Amor de pai)"                     | Rob                                                                | Olathe, Kansas         | 15 de março de 2019 |
| 7      | "Sloth to Slay (Bota a cura no sol)"             | Thomas                                                             | Kansas City, Missouri  | 15 de março de 2019 |
| 8      | "Baby on Board (Bebê a bordo)"                   | Tony                                                               | Lee's Summit, Missouri | 15 de março de 2019 |

### 4.ª Temporada (2019)
| Número | Título                                                              | Herói    | Local de filmagem       | Estreia             |
| ------ | ------------------------------------------------------------------- | -------- | ----------------------- | ------------------- |
| 1      | "Without Further Ado (Sem mais)'""                                  | Kathi    | Quincy, Illinois        | 19 de julho de 2019 |
| 2      | "Disabled but Not Really (Deficiente, mas nem tanto)"               | Wesley   | Kansas City, Missouri   | 19 de julho de 2019 |
| 3      | "Stoner Skates By (Torcedor de macacão)"                            | John     | Kansas City, Missouri   | 15 de março de 2019 |
| 4      | "How Wanda Got Her Groove Back (Como Wanda recuperou o equilíbrio)" | Wanda    | Kansas City, Missouri   | 19 de julho de 2019 |
| 5      | "On Golden Kenny (Rei do próprio castelo)"                          | Kenny    | Kansas City, Kansas     | 19 de julho de 2019 |
| 6      | "A Tale of Two Cultures (Presa entre duas culturas)"                | Deanna   | Kansas City, Missouri   | 19 de julho de 2019 |
| 7      | "Soldier Returns Home (A volta do soldado)"                         | Brandonn | Kansas City, Missouri   | 19 de julho de 2019 |
| 8      | "Farm to Able (Bem-vinda, mudança!)"                                | Matt     | Harrisonville, Missouri | 19 de julho de 2019 |

## Recepção
No site de agregadores de revisão Rotten Tomatoes , a temporada detém uma taxa de aprovação de 97% com base em 24 avaliações e uma classificação média de 7,93 / 10.  O consenso crítico do site diz: "Queer Eye se adapta a uma era diferente sem perder seu estilo, charme ou senso de diversão, provando que a fórmula do programa continua tão docemente viciante, mesmo após uma mudança de local e um novo grupo de hosts."  NO Metacritic , a temporada tem uma pontuação média ponderada de 73 em 100, com base em sete críticos, indicando "revisões geralmente favoráveis".

## Prêmios e indicações
| Ano  | Prêmio                              | Categoria                                                                                | Indicação | Resultado | Ref.   |
| ---- | ----------------------------------- | ---------------------------------------------------------------------------------------- | --- | --------- | ------ |
| 2018 | Primetime Creative Arts Emmy Awards | Destaque em Programa de Realidade Estruturada                                            | David Collins, Michael Williams , Eric Rob, Jennifer Lane, Adam Sher, David George, David Eilenberg e Jordana Hochman, produtores executivos; Mark Bracero e Rachelle Mendez, produtores co-executivos | Venceu    | [ 16 ] |
| 2018 | Primetime Creative Arts Emmy Awards | Destaque em Casting de Programa de Realidade                                             | Ally Grant, Casting por; Beyhan Oguz, diretor de Casting e talentos; Gretchen Palek, SVP de Casting e Talento; Danielle Gervais, VP de Casting e Talento                                               | Venceu    | [ 16 ] |
| 2018 | Primetime Creative Arts Emmy Awards | Destaque em Cinematografia de um Programa de Realidade                                   | Garrett Rose | Indicado  | [ 16 ] |
| 2018 | Primetime Creative Arts Emmy Awards | Destaque em Edição de imagens para um programa de realidade estruturada ou de competição | Thomas Scott Reuther, editor de supervisão; Joe DeShano, AM Peters, Ryan Taylor, Matthew D. Miller, Brian Ray, Editor (es)                                                                             | Venceu    | [ 16 ] |
| 2018 | Prêmio Escolha do Povo              | Programa Revival de 2018                                                                 | Queer Eye | Indicado  | [ 17 ] |
| 2018 | Prêmio Escolha do Povo              | Reality show de 2018                                                                     | Queer Eye | Indicado  | [ 17 ] |
| 2018 | Prêmio Escolha do Povo              | Programa de Bingeworthy de 2018                                                          | Queer Eye | Indicado  | [ 17 ] |
| 2018 | Prêmio Escolha do Povo              | Estrela de reality de televisão de 2018                                                  | Antoni Porowski | Indicado  | [ 17 ] |
| 2019 | GLAAD Media Awards                  | Programa de Realidade Excepcional                                                        | Queer Eye | Venceu    | [ 17 ] |
| 2019 | Critics' Choice Real TV Awards      | Estrela masculina do ano                                                                 | Jonathan Van Ness | Venceu    |        |